# Izecksohnopilio eugenioi
Izecksohnopilio eugenioi is een hooiwagen uit de familie Gonyleptidae.